# Mark Tomlinson
Mark Tomlinson (* 25. März 1982 in Großbritannien) ist ein professioneller englischer Polospieler und Mitglied der englischen Polo-Nationalmannschaft. Er hat ein Handicap von 7 in Großbritannien und 6 in Argentinien.

## Karriere
Im Jahr 2005 startete Tomlinson das erste Mal für England.
Im Team mit seinem Bruder Luke, James Beim und Malcom Borwick spielt er für England. 2008 gewannen die vier den Cartier International im Guards Polo Club mit 10-9 gegen Australien.
Beim St. Regis International Test Match im Cowdray Park Polo Club gewannen er (als Kapitän) und sein Team gegen Italien. Und beim Williams De Broe Test Match im Beaufort Polo Club (gegen Neuseeland) zeigte er, dass er zu den besten englischen Spielern gehört. Im Queen's Cup 2008 spielte er für das Team Apes Hill und gewann den Vivari Cup Subfinal gegen das Team Grayshurst.
Ebenso spielte er bei der Argentina Polo Tour 2008 im Team der Twelve Oaks. Zudem war er Teamkapitän beim Neuseeland Test Spiel, im Kijikiji Polo Club.
Im Februar 2009 war er Teil des englischen Teams im Westchester Cup und errang im Palm Beach International Polo Club in Wellington (Florida) einen Sieg gegen die US-amerikanische Mannschaft.

## Privates
Tomlinson wurde in eine Polosportfamilie hineingeboren, sein Großvater mütterlicherseits war der Gründer des „Woolmers Park Polo Club“. Seine Mutter Claire Tomlinson ist eine der besten Polospielerinnen. Auch seine Geschwister Luke und Emma spielen Polo. Seine Familie betreibt den „Beaufort Polo Club“.
Er besuchte die angesehene Privatschule Marlborough College in Wiltshire und die University of the West of England in Bristol.
Seit März 2013 ist er mit der Dressurreiterin Laura Bechtolsheimer verheiratet, mit der er seit 2009 liiert und seit August 2012 verlobt war. Die kirchliche Trauung fand am 2. März 2013 in der Dorfkirche Arosa statt. Unter den zahlreich geladenen Hochzeitsgästen befanden sich unter anderem Catherine, Duchess of Cambridge, William, Duke of Cambridge sowie Harry of Wales.